# Pierre Jurie-Joly
Pour les articles homonymes, voir Pierre Joly (homonymie) et Joly.
Pierre Jurie-Joly est un homme politique français, né le 20 avril 1887 à Montpellier, mort le 30 mars 1961 à Saint-Mathieu-de-Tréviers. Élu à la Chambre bleu horizon, il représente l'Action française au sein du groupe parlementaire des Indépendants de droite.

## Biographie
Il fait des études de droit et devient premier clerc de notaire. Il s'engage pendant la guerre de 1914-1918, se distingue au combat et est mutilé.
Il se présente aux élections législatives de 1919 sur la liste d'Union nationale, comme représentant des royalistes de l'Action française. Élu à la plus forte moyenne, il siège dans le groupe des Indépendants de droite, aux côtés de trois de ses collègues députés du Gard : François de Ramel, Eugène Magne et Étienne de Seynes.
Il fait partie de la commissions de l'Alsace-Lorraine et de la commission des pensions. Son travail dans la commission des pensions l'amène à déposer un amendement pour faire cesser l’augmentation l'indemnité parlementaire tant que les pensions de guerre et les primes de démobilisation n'auront pas été payées par le gouvernement. Il est soutenu dans cette position par ses collègues Charles Ruellan et Paul Julien Granier de Cassagnac des Indépendants de droite.
En 1921, au cours de la discussion du budget annuel, il défend l'emploi des mutilés dans les établissements de guerre puis participe à la discussion des projets de loi touchant aux thèmes suivants :
- l'avancement de la carrière des fonctionnaires qui ont été mobilisés ;
- le devenir des pupilles de la nation ;
- la hausse des retraites civiles et militaires[1] ;
- les assurances sociales.

Il s'implique également dans la défense de la viticulture ; on lui attribue d'ailleurs la célèbre phrase « c'est le pinard qui a gagné la guerre ».
Le 1er avril 1922, lui et ses collègues Charles Ruellan, Eugène Magne, Henri de La Ferronnays, Jean Le Cour-Grandmaison et Jean Ybarnégaray empêchent Aristide Briand de justifier à la tribune la politique étrangère de son gouvernement (tombé en janvier 1922) par leurs interruptions constantes. En effet, ils considèrent que Briand a fait preuve de pusillanimité dans la négociation des indemnités de guerre allemandes en refusant d'aller contre l'avis du cabinet britannique.
Il se représente en 1924, mais la liste d'Union nationale est distancée par celle du Cartel des gauches. Il n'est pas réélu. Enfin, il pose sa candidature en 1928 dans la deuxième circonscription de Nîmes et est largement battu.
Il se retire alors de la vie politique et décède plus de trente ans plus tard, à l'âge de 73 ans.

## Distinctions
- Croix de guerre 1914-1918
- Médaille militaire